# 13 pezzi per svuotare la pista
13 pezzi per svuotare la pista è il primo album del duo hip hop italiano Microspasmi. Composto, come suggerisce il titolo, da 13 tracce, l'album contiene collaborazioni di Fede dei Lyricalz e di Bassi Maestro, su strumentali costruite da Goediman, orientate sul funk più scuro; di tanto in tanto nella parte finale delle tracce vengono aggiunte porzioni originali delle canzoni campionate. 
Meddaman sfrutta tutte le tracce ricercando argomenti originali e molto diversi tra di loro. Il disco ha riscosso un buon successo nel pubblico di nicchia dell'hardcore rap italiano.

## Tracce
1. Sono arrivato
2. Le mie orecchie
3. L'incubo
4. Eh sì
5. Se voi ci capireste (feat. Bassi Maestro)
6. Eroi alla finestra
7. Il mio attacco e la mia guardia
8. Fammi fare il rap
9. I miei piedi
10. Gianni Money
11. Quando ti siedi (feat. Fede)
12. Il naufragio
13. La palestra (+ ghost track)

## Curiosità
- Nella canzone Quando ti siedi, Fede (componente dei Lyricalz) annuncia il suo addio al rap con la frase: “Conferenza stampa, signori io mi ritiro, me ne torno nei campetti, almeno li mi divertivo”.
- Il brano La palestra contiene una ghost track senza titolo.